# Chiesa della Compagnia di San Giovanni Battista
La chiesa della compagnia di San Giovanni Battista è un edificio sacro che si trova a Castiglione d'Orcia.

## Storia eDescrizione
Nella semplice facciata si apre il portale sormontato da un occhio. L'interno ad unica navata presenta un altare barocco in stucco che conserva una tela del XVII secolo proveniente dalla chiesa di Santa Maria Maddalena.
La chiesa è sede della Sala d’Arte San Giovanni, che raccoglie alcune opere d'arte di Simone Martini, Lorenzo di Pietro detto il Vecchietta e Giovanni di Paolo provenienti dal territorio.